# Козак Дмитро Миколайович
Дмитро Миколайович Кóзак (рос. Дми́трий Никола́евич Ко́зак, нар. 7 листопада 1958, с. Бандурове, Гайворонський район, Кіровоградська область, Українська РСР, СРСР)  — російський політик, державний діяч українського походження. Заступник керівника Адміністрації Президента Росії з 24 січня 2020 року. Міністр регіонального розвитку Російської Федерації (2007—2008)
Заступник голови Уряду РФ (з 14 жовтня 2008 до 15 січня 2020 року).

## Життєпис

Країни, де проти Козака запроваджено санкції

Народився 1958 року в селі Бандурове Гайворонського району Кіровоградської області Української РСР.
У 1976-1978 роках проходив строкову службу в Радянській армії. 12 листопада 2006 року міністр оборони Росії С. Б. Іванов в інтерв'ю програмі "Вести недели", що виходить на телеканалі "Россия", повідомив, що готовий розкрити телеглядачам "секрет": Козак проходив службу в спецназі Головного розвідувального управління (ГРУ) Генштабу СРСР. Інформацію про свою службу в спецназі ГРУ підтвердив і сам Козак в інтерв'ю кореспонденту газети "Metro Москва", зазначивши, що служба десантника - "це цікава і захоплююча служба, особливо для молодих людей".
У 1978-1980 роках навчався у Вінницькому політехнічному інституті. 
У 1985 році закінчив юридичний факультет Ленінградського державного університету імені О. О. Жданова (ЛДУ; нині - Санкт-Петербурзький державний університет). У роки навчання в ЛДУ був керівником студентського оперативного загону.

### Кар'єра
Після закінчення університету з 1985 до 1989 року працював в Ленінградській прокуратурі прокурором, старшим прокурором. Протягом двох років — начальник юридичного відділу концерну «Моноліт-Кировській» в Санкт-Петербурзі.
У 1990—1994 — заступник начальника юридичного управління, начальник юридичного відділу, начальник юридичного управління Санкт-петербурзької міськради.
У 1994—1996 — голова юридичного комітету мерії Санкт-Петербурга.
У 1996—1998 — голова юридичного комітету канцелярії губернатора Санкт-Петербурга.
У 1998 — віцегубернатор Санкт-Петербургу, голова юридичного комітету канцелярії губернатора Санкт-Петербургу.
1999 року вибраний головою Ради директорів «Міжнародного інвестиційного фінансового союзу».
З серпня 1999 — керівник Апарату Уряду Росії, міністр Російської Федерації.
З 2000 — заступник керівника Адміністрації Президента Російської Федерації, Голова Опікунської Ради Центру стратегічних розробок.
З 2003 — перший заступник керівника Адміністрації Президента Російської Федерації.
9 березня 2004 — керівник апарату Уряду Російської Федерації - Міністр Російської Федерації
13 вересня 2004 - 24 вересня 2007 - повноважний представник президента Російської Федерації в Південному федеральному окрузі, голова "особливої федеральної комісії з Північного Кавказу" (Південному федеральному окрузі).
24 вересня 2007 призначений Міністром регіонального розвитку Російської Федерації.
З 12 травня 2008 року до 14 жовтня 2008 року - міністр регіонального розвитку в уряді В. В. Путіна.
З 14 жовтня 2008 — заступник Голови Уряду РФ, відповідальний за проведення зимової Олімпіади 2014 в Сочі.
З 23 березня 2014 року займається питаннями в уряді Росії, пов'язаними з окупаційною владу РФ в Криму.
З 18 травня 2018 року до сфери його відповідальності увійшли ПЕК і промисловість.
Не ввійшов до складу уряду Мішустіна 2020 року.
З 24 січня 2020 року - заступник керівника Адміністрації Президента Російської Федерації. Спеціально під нього було введено третю, не передбачену раніше, посаду заступника керівника Адміністрації. На цій посаді курирує питання інтеграції на пострадянському просторі та відносини з Україною, чим раніше займався Владислав Сурков. Зокрема, Козак став новим переговірником від Росії в "нормандській четвірці".

## Висловлювання
У квітні 2021 року заявив, що Росія знищить Україну. Він пригрозив, що якщо Київ розв'яже бойові дії на Донбасі, це буде початком кінця України. Також він назвав українських політиків «дітьми із сірниками».

## Санкції
Через підтримку російської агресії та порушення територіальної цілісності України під час російсько-української війни перебуває під персональними міжнародними санкціями різних країн.
28 квітня 2014 року введено обмежувальні санкції США. 
29 квітня 2014 року введено обмежувальні санкції Європейського союзу.
Указом президента України Володимира Зеленського від 19 жовтня 2022 року перебуває під санкціями України.
З 22 листопада 2022 року перебуває під санкціями Нової Зеландії.

## Сім'я
Перша дружина Людмила Володимирівна Козак, директор благодійного фонду "Семья для каждого ребёнка". 
Сини Олексій (нар. 12 січня 1984 року), менеджер і Олександр (нар. 7 червня 1988 року), у 2009 році закінчив факультет менеджменту "Вищої школи економіки".
Друга дружина Наталія Євгенівна Квачева, адвокат юридичної фірми "ЮСТ"